# ラ・レジスタンス

ロブ・コンウェイ, シルヴァン・グラニエ (2004)

ラ・レジスタンス（La Resistance）は、かつて、アメリカのプロレス団体WWEで活動したプロレスラーのユニットである。2003年にシルヴァン・グラニエ、レネ・デュプリーで結成。反米思想を掲げるフランス人というギミックで、これはフランスがアメリカのイラク攻撃に反対の姿勢を示した事に由来する。後にロブ・コンウェイが加入して3人組となるが、2004年にデュプリーがSmackDown!に移籍したため離脱し、フランス系カナダ人が多く住むカナダ・ケベック州在住というギミックに変更し、再び2人組になりタッグ戦線をリードした。2005年にタッグ王座陥落後、タッグ戦線でもうまくいかなくなり、シェルトン・ベンジャミンとのIC王座戦でついに決別、シルヴァンが移籍、さらにコンウェイのギミックチェンジによりラ・レジスタンスは消滅した。
2007年2月にECWにてデュプリーとシルヴァンの2人で復活させるが、その後すぐにデュプリーの薬物テストで陽性反応が出たため、シルヴァンも巻き添えを食らい出番がなくなる。そしてコンウェイは5月に、デュプリーは7月、シルヴァンは8月にそれぞれWWEを解雇されてしまった。

## 得意技
オール・ボワール
相手を2人してかかげ上げねじり落す合体技。ボン・ソワの代わりとして、使用。
ボン・ソワ
ダブルのスパイン・バスター。スパイク・ダッドリーを負傷させたため、封印した。

## タイトル歴

### WWE
- WWE世界タッグ王座 : 4回

## 入場曲
- Final Force